# دافيد باربونا
دافيد باربونا (بالإسبانية: David Barbona)‏ (22 فبراير 1995 ببوينس آيرس في الأرجنتين - ) هو لاعب كرة قدم أرجنتيني في مركز الوسط. لعب مع إستوديانتيس دي لا بلاتا ونويفا شيكاجو.

## روابط خارجية
- دافيد باربونا على موقع قاعدة بيانات كرة القدم.إي يو (الإنجليزية)
- دافيد باربونا على موقع Soccerway.com (الإنجليزية)